# Světový pohár v ledním hokeji 2016
Světový pohár v ledním hokeji 2016 byl turnaj, který se konal od 17. září do 1. října 2016 v kanadském Torontu. Účastnilo se ho osm mužstev, a sice Kanady, Spojených států amerických, České republiky, Ruska, Švédska, Finska, Výběru Evropy a Výběru severoamerických hráčů do 23 let. Týmy byly rozděleny do dvou čtyřčlenných skupin, v nichž se utkaly systémem každý s každým. Následně dva nejlepší z každé skupiny postoupily do semifinále hraného na jeden zápas. Jejich vítězové se pak utkali ve finále hraném na dvě vítězná utkání.
Turnaj podruhé v historii ovládl výběr Kanady, který ve finálové série na dva vítězné zápasy porazil Výběr Evropy nejprve po výsledku 3:1 a v druhém utkání 2:1.

## Nominace
Každý tým čítal celkem 23 hráčů, z čehož tři byli brankáři. Minimálně šestnáct hráčů včetně dvou brankářů museli účastníci oznámit do 1. března 2016. Zbývající část týmu pak do 1. června téhož roku. Dvěma nenárodním výběrům určilo vedení NHL spolu s NHLPA manažery, kteří tato mužstva sestavili. Tvorbu Výběru Evropy měl na starosti bývalý slovenský hokejista Miroslav Šatan, o složení výběru severoamerických hráčů do 23 let se postarali generální manažer Edmontonu Oilers Peter Chiarreli a jeho kolega z klubu Chicago Blackhawks Stan Bowman. Přípravné kempy začali jednotliví účastníci 4. září.

## Stadion
| Toronto                            | · Toronto |
| Air Canada Centre Kapacita: 18 819 | · Toronto |
|                                    | · Toronto |

## Utkání
Zápasy turnaje se uskutečnily na hřištích podle rozměrů NHL a tato soutěž také dodala sudí, jež rozhodovali utkání. Během přípravného kempu musel tým sehrát minimálně jedno přípravné utkání, jehož místo si mohl zvolit. Poslední přípravné utkání před turnajem ale již muselo být sehráno v Severní Americe.
Český výběr nejprve v přípravě sehrál dvojzápas s Ruskem (prohra 3:4 a výhra po nájezdech 2:1) a tři dny před startem Světového poháru pak poměřil síly s výběrem Severní Ameriky do 23 let (výhra 3:2).

## Rozhodčí
National Hockey League (NHL) nominovala na Světový pohár 7 hlavních rozhodčích a stejný počet čárových sudích. Ve výběru není jediný čárový rozhodčí Brian Murphy Kanaďanem, ale je Američanem.
| - Gord Dwyer - Eric Furlatt - Wes McCauley - Dan O’Halloran - Dan O’Rourke - Chris Lee - Kelly Sutherland |

| - Derek Amell - Michel Cormier - Shane Heyer - Steve Miller - Brian Murphy - Jonny Murray - Pierre Racicot |

## Účastníci
- Kanada od 24 let (soupiska) (pořadatel)
- USA od 24 let (soupiska)
- Rusko (soupiska)
- Švédsko (soupiska)
- Finsko (soupiska)
- Česko (soupiska)
- Výběr Evropy (soupiska)
- Výběr severoamerických hráčů do 23 let (soupiska)

## Legenda
Toto je seznam vysvětlivek použitých v souhrnech odehraných zápasů.
| - PH1 – Branka v přesilové hře (5 na 4) - PH2 – Branka v přesilové hře (5 na 3) - VO1 – Branka v oslabení (4 na 5) | - VO2 – Branka v oslabení (3 na 5) - SV – Gól při signalizovaném vyloučení - PB – Gól do prázdné branky | - PP – Gól při odvolání brankáře (power play) - ts. – Gól z trestného střílení - vla. – Vlastní gól | - TG – Technický gól |

## Přípravná utkání

### Zápasy

#### Jednotlivá přípravná utkání
Všechny časy zápasů jsou uvedeny ve středoevropském letním čase (UTC +2).
| 8. září 2016 18:10 | Finsko | 3 : 2 PP (0:0, 1:1, 1:1) PP (1:0) | Švédsko | Hartwall Arena, Helsinky Návštěvnost: 11 634 |  |

| Zpráva                                                                                           |                                                                                                  |                     |                                                                                          |                                                                           |
| Pekka Rinne                                                                                      | Pekka Rinne                                                                                      | Brankáři            | Jacob Markström (od 32. min. Jhonas Enroth)                                              | Rozhodčí: Eric Furlatt Anssi Salonen Čároví: Steve Miller Sakari Suominen |
| A. Barkov (PH1) – 34:40 M. Granlund (M. Koivu) – 55:01 O. Määttä (A. Barkov, J. Jokinen) – 64:17 | A. Barkov (PH1) – 34:40 M. Granlund (M. Koivu) – 55:01 O. Määttä (A. Barkov, J. Jokinen) – 64:17 | 1:0 1:1 1:2 2:2 3:2 | L. Eriksson (V. Hedman, D. Sedin) – 35:29 C. Söderberg (R. Rakell, G. Landeskog) – 49:42 | Rozhodčí: Eric Furlatt Anssi Salonen Čároví: Steve Miller Sakari Suominen |
| 6 min                                                                                            | 6 min                                                                                            | Tresty              | 14 min                                                                                   | Rozhodčí: Eric Furlatt Anssi Salonen Čároví: Steve Miller Sakari Suominen |
| 24                                                                                               | 24                                                                                               | Střely              | 20                                                                                       | Rozhodčí: Eric Furlatt Anssi Salonen Čároví: Steve Miller Sakari Suominen |

| 8. září 2016 18:40 | Rusko | 4 : 3 (1:1, 2:0, 1:2) | Česko | Sportovní komplex Jubilejnyj, Petrohrad Návštěvnost: 6 311 |  |

| Zpráva | |                             | |                                                                            |
| Sergej Bobrovskij | Sergej Bobrovskij | Brankáři                    | Petr Mrázek | Rozhodčí: Gord Dwyer Konstantin Olenin Čároví: Michel Cormier Gieb Lazarev |
| A. Panarin (V. Šipačov, J. Dadonov) – 18:29 V. Tarasenko (N. Kučerov, A. Markov) (PH1) – 25:22 N. Kučerov (A. Marčenko, D. Orlov) – 28:38 J. Dadonov (A. Panarin, V. Šipačjov) – 48:48 | A. Panarin (V. Šipačov, J. Dadonov) – 18:29 V. Tarasenko (N. Kučerov, A. Markov) (PH1) – 25:22 N. Kučerov (A. Marčenko, D. Orlov) – 28:38 J. Dadonov (A. Panarin, V. Šipačjov) – 48:48 | 0:1 1:1 2:1 3:1 3:2 4:2 4:3 | M. Kempný (V. Sobotka, M. Michálek) – 3:54 M. Hanzal (A. Hemský, M. Kempný) (PH1) – 46:48 T. Plekanec (R. Polák, O. Palát) – 57:13 | Rozhodčí: Gord Dwyer Konstantin Olenin Čároví: Michel Cormier Gieb Lazarev |
| 10 min | 10 min | Tresty                      | 12 min | Rozhodčí: Gord Dwyer Konstantin Olenin Čároví: Michel Cormier Gieb Lazarev |
| 28 | 28 | Střely                      | 32 | Rozhodčí: Gord Dwyer Konstantin Olenin Čároví: Michel Cormier Gieb Lazarev |

| 9. září 2016 02:15 | Výběr Evropy | 0 : 4 (0:0, 0:3, 0:1) | Výběr do 23 let | Centre Vidéotron, Québec Návštěvnost: 18 005 |  |

| Zpráva         |                |                 | |                                                                         |
| Jaroslav Halák | Jaroslav Halák | Brankáři        | Matt Murray | Rozhodčí: Wes McCauley Dan O'Halloran Čároví: Brian Murphy Jonny Murray |
|                |                | 0:1 0:2 0:3 0:4 | N. MacKinnon (A. Ekblad, J. Gaudreau) (PH1) – 23:52 R. Nugent-Hopkins – 26:22 J. Gaudreau (B. Saad, J. Eichel) – 28:34 N. MacKinnon (ts.) – 52:52 | Rozhodčí: Wes McCauley Dan O'Halloran Čároví: Brian Murphy Jonny Murray |
| 2 min          | 2 min          | Tresty          | 4 min | Rozhodčí: Wes McCauley Dan O'Halloran Čároví: Brian Murphy Jonny Murray |
| 23             | 23             | Střely          | 21 | Rozhodčí: Wes McCauley Dan O'Halloran Čároví: Brian Murphy Jonny Murray |

| 10. září 2016 01:15 | USA | 4 : 2 (0:2, 1:1, 1:1) | Kanada | Nationwide Arena, Columbus Návštěvnost: 17 791 |  |

| Zpráva | |                         |                                                                                         |                                                                         |
| Carey Price | Carey Price | Brankáři                | Jonathan Quick (od 41. min. Ben Bishop)                                                 | Rozhodčí: Dan O'Rourke Kelly Sutherland Čároví: Derek Amell Shane Heyer |
| Z. Parise (R. Suter, D. Stepan) – 16:56 P. Kane (J. Pavelski) – 18:01 J. Pavelski (J. Johnson, P. Kane) – 35:54 D. Stepan (PB) – 58:39 | Z. Parise (R. Suter, D. Stepan) – 16:56 P. Kane (J. Pavelski) – 18:01 J. Pavelski (J. Johnson, P. Kane) – 35:54 D. Stepan (PB) – 58:39 | 1:0 2:0 2:1 3:1 3:2 4:2 | P. Bergeron (S. Crosby, B. Marchand) – 33:24 D. Doughty (R. Getzlaf, J. Muzzin) – 45:21 | Rozhodčí: Dan O'Rourke Kelly Sutherland Čároví: Derek Amell Shane Heyer |
| 21 min | 21 min | Tresty                  | 10 min                                                                                  | Rozhodčí: Dan O'Rourke Kelly Sutherland Čároví: Derek Amell Shane Heyer |
| 25 | 25 | Střely                  | 43                                                                                      | Rozhodčí: Dan O'Rourke Kelly Sutherland Čároví: Derek Amell Shane Heyer |

| 10. září 2016 16:40 | Česko | 2 : 1 SN (0:0, 0:0, 1:1) PP (0:0) SN (1:0) | Rusko | O2 arena, Praha Návštěvnost: 13 848 |  |

| Zpráva                                                                             |                                                                                    |                                            |                                                                                                |                                                                       |
| Michal Neuvirth                                                                    | Michal Neuvirth                                                                    | Brankáři                                   | Semjon Varlamov                                                                                | Rozhodčí: Gord Dwyer Jan Hribik Čároví: Michel Cormier Libor Suchánek |
| T. Plekanec (M. Frolík, R. Polák) – 58:49 David Pastrňák Jakub Voráček Aleš Hemský | T. Plekanec (M. Frolík, R. Polák) – 58:49 David Pastrňák Jakub Voráček Aleš Hemský | 0:1 1:1 Samostatné nájezdy 0:0 1:0 1:1 2:1 | N. Kučerov (J. Kuzněcov, A. Jemelin) – 41:04 Artěmij Panarin Vladimir Tarasenko Nikita Kučerov | Rozhodčí: Gord Dwyer Jan Hribik Čároví: Michel Cormier Libor Suchánek |
| 12 min                                                                             | 12 min                                                                             | Tresty                                     | 12 min                                                                                         | Rozhodčí: Gord Dwyer Jan Hribik Čároví: Michel Cormier Libor Suchánek |
| 34                                                                                 | 34                                                                                 | Střely                                     | 21                                                                                             | Rozhodčí: Gord Dwyer Jan Hribik Čároví: Michel Cormier Libor Suchánek |

| 10. září 2016 18:10 | Švédsko | 6 : 3 (2:0, 1:2, 3:1) | Finsko | Scandinavium, Göteborg Návštěvnost: 12 044 |  |

| Zpráva | |                                     | |                                                                               |
| Henrik Lundqvist | Henrik Lundqvist | Brankáři                            | Tuukka Rask | Rozhodčí: Eric Furlatt Tobias Björk Čároví: Henrik Pihlblad Andreas Malmqvist |
| L. Eriksson (H. Sedin, O. Ekman-Larsson) (PH1) – 8:56 L. Eriksson (D. Sedin, H. Sedin) (PH1) – 18:06 P. Hörnqvist – 33:55 N. Bäckström (F. Forsberg, P. Hörnqvist) – 51:54 P. Hörnqvist (F. Forsberg) – 54:45 F. Forsberg (P. Hörnqvist) (PB) – 57:53 | L. Eriksson (H. Sedin, O. Ekman-Larsson) (PH1) – 8:56 L. Eriksson (D. Sedin, H. Sedin) (PH1) – 18:06 P. Hörnqvist – 33:55 N. Bäckström (F. Forsberg, P. Hörnqvist) – 51:54 P. Hörnqvist (F. Forsberg) – 54:45 F. Forsberg (P. Hörnqvist) (PB) – 57:53 | 1:0 2:0 3:0 3:1 3:2 4:2 5:2 5:3 6:3 | R. Ristolainen (M. Koivu, J. Donskoi) (PH1) – 36:53 M. Koivu (J. Donskoi, R. Ristolainen) – 39:58 E. Haula (J. Jokipakka, E. Lindell) – 56:34 | Rozhodčí: Eric Furlatt Tobias Björk Čároví: Henrik Pihlblad Andreas Malmqvist |
| 12 min | 12 min | Tresty                              | 14 min | Rozhodčí: Eric Furlatt Tobias Björk Čároví: Henrik Pihlblad Andreas Malmqvist |
| 29 | 29 | Střely                              | 14 | Rozhodčí: Eric Furlatt Tobias Björk Čároví: Henrik Pihlblad Andreas Malmqvist |

| 11. září 2016 01:15 | Kanada | 5 : 2 (3:1, 1:1, 1:0) | USA | Canadian Tire Centre, Ottawa Návštěvnost: 18 687 |  |

| Zpráva | |                             |                                                                    |                                                                    |
| Braden Holtby (od 31. min. Corey Crawford) | Braden Holtby (od 31. min. Corey Crawford) | Brankáři                    | Cory Schneider (od 41. min. Ben Bishop)                            | Rozhodčí: Wes McCauley Chris Lee Čároví: Brian Murphy Jonny Murray |
| L. Couture (J. Thornton, C. Perry) (PH1) – 11:15 J. Tavares (S. Stamkos, D. Doughty) (PH1) – 13:25 J. Bouwmeester (R. Getzlaf, C. Perry) – 15:38 M. Duchene (T. Seguin, D. Doughty) – 32:11 J. Tavares (S. Stamkos, J. Toews) (PH1) – 48:01 | L. Couture (J. Thornton, C. Perry) (PH1) – 11:15 J. Tavares (S. Stamkos, D. Doughty) (PH1) – 13:25 J. Bouwmeester (R. Getzlaf, C. Perry) – 15:38 M. Duchene (T. Seguin, D. Doughty) – 32:11 J. Tavares (S. Stamkos, J. Toews) (PH1) – 48:01 | 1:0 2:0 3:0 3:1 3:2 4:2 5:2 | R. McDonagh (D. Stepan) – 16:35 J. Carlson (P. Kane) (PH1) – 20:38 | Rozhodčí: Wes McCauley Chris Lee Čároví: Brian Murphy Jonny Murray |
| 24 min | 24 min | Tresty                      | 28 min                                                             | Rozhodčí: Wes McCauley Chris Lee Čároví: Brian Murphy Jonny Murray |
| 38 | 38 | Střely                      | 23                                                                 | Rozhodčí: Wes McCauley Chris Lee Čároví: Brian Murphy Jonny Murray |

| 12. září 2016 00:15 | Výběr do 23 let | 7 : 4 (5:1, 0:2, 1:2) | Výběr Evropy | Centre Bell, Montréal Návštěvnost: 17 243 |  |

| Zpráva | |                                             | |                                                                         |
| John Gibson | John Gibson | Brankáři                                    | Thomas Greiss (od 11. min. Jaroslav Halák) | Rozhodčí: Kelly Sutherland Dan O'Rourke Čároví: Derek Amell Shane Heyer |
| A. Ekblad (A. Matthews, B. Saad) – 5:20 D. Larkin (V. Trocheck, R. Murray) – 6:27 A. Ekblad (N. MacKinnon) – 7:19 M. Rielly (J. Drouin) – 10:22 J. Gaudreau (M. Scheifele) – 15:54 J. Gaudreau (N. MacKinnon, C. Parayko) – 51:29 D. Larkin (J. Eichel, C. Parayko) (PB) – 59:46 | A. Ekblad (A. Matthews, B. Saad) – 5:20 D. Larkin (V. Trocheck, R. Murray) – 6:27 A. Ekblad (N. MacKinnon) – 7:19 M. Rielly (J. Drouin) – 10:22 J. Gaudreau (M. Scheifele) – 15:54 J. Gaudreau (N. MacKinnon, C. Parayko) – 51:29 D. Larkin (J. Eichel, C. Parayko) (PB) – 59:46 | 1:0 2:0 3:0 3:1 4:1 5:1 5:2 5:3 5:4 6:4 7:4 | P-É Bellemare (T. Vanek) – 8:55 M. Gáborík (R. Josi, P-É Bellemare) – 24:50 M. Gáborík (F. Nielsen, M. Zuccarello) – 39:14 F. Nielsen (R. Josi, M. Zuccarello) – 48:17 | Rozhodčí: Kelly Sutherland Dan O'Rourke Čároví: Derek Amell Shane Heyer |
| 2 min | 2 min | Tresty                                      | 8 min | Rozhodčí: Kelly Sutherland Dan O'Rourke Čároví: Derek Amell Shane Heyer |
| 33 | 33 | Střely                                      | 33 | Rozhodčí: Kelly Sutherland Dan O'Rourke Čároví: Derek Amell Shane Heyer |

| 14. září 2016 01:10 | USA | 3 : 2 (1:0, 2:0, 0:2) | Finsko | Verizon Center, Washington, D.C. Návštěvnost: 15 653 |  |

| Zpráva | |                     |                                                                                    |                                                                     |
| Jonathan Quick | Jonathan Quick | Brankáři            | Pekka Rinne                                                                        | Rozhodčí: Dan O'Rourke Chris Lee Čároví: Shane Heyer Pierre Racicot |
| T. J. Oshie (R. Kesler, R. McDonagh) – 01:08 R. Kesler (B. Wheeler, M. Pacioretty) – 23:37 D. Stepan (J. Carlson) – 25:54 | T. J. Oshie (R. Kesler, R. McDonagh) – 01:08 R. Kesler (B. Wheeler, M. Pacioretty) – 23:37 D. Stepan (J. Carlson) – 25:54 | 1:0 2:0 3:0 3:1 3:2 | P. Laine (S. Vatanen, A. Barkov) (PH1) – 51:22 J. Jokinen (R. Ristolainen) – 23:37 | Rozhodčí: Dan O'Rourke Chris Lee Čároví: Shane Heyer Pierre Racicot |
| 10 min | 10 min | Tresty              | 4 min                                                                              | Rozhodčí: Dan O'Rourke Chris Lee Čároví: Shane Heyer Pierre Racicot |
| 29 | 29 | Střely              | 32                                                                                 | Rozhodčí: Dan O'Rourke Chris Lee Čároví: Shane Heyer Pierre Racicot |

| 14. září 2016 21:30 | Výběr do 23 let | 2 : 3 (0:1, 0:0, 2:2) | Česko | Consol Energy Center, Pittsburgh |  |

| Zpráva | |                     | |                                                                         |
| Matt Murray (od 41. min. Connor Hellebuyck)                                                                | Matt Murray (od 41. min. Connor Hellebuyck)                                                                | Brankáři            | Michal Neuvirth (od 31. min. Petr Mrázek)                                                                                           | Rozhodčí: Eric Furlatt Wes McCauley Čároví: Steve Miller Michel Cormier |
| S. Gostisbehere (D. Larkin, M. Scheifele) – 48:58 A. Matthews (J. Gaudreau, S. Gostisbehere) (PH1) – 50:57 | S. Gostisbehere (D. Larkin, M. Scheifele) – 48:58 A. Matthews (J. Gaudreau, S. Gostisbehere) (PH1) – 50:57 | 1:0 2:0 2:1 2:2 2:3 | O. Palát (A. Hemský, M. Kempný) (PH1) – 10:08 R. Faksa (D. Pastrňák, O. Palát) – 47:16 T. Plekanec (A. Hemský, J. Nakládal) – 51:50 | Rozhodčí: Eric Furlatt Wes McCauley Čároví: Steve Miller Michel Cormier |
| 8 min | 8 min | Tresty              | 16 min | Rozhodčí: Eric Furlatt Wes McCauley Čároví: Steve Miller Michel Cormier |
| 44 | 44 | Střely              | 29 | Rozhodčí: Eric Furlatt Wes McCauley Čároví: Steve Miller Michel Cormier |

| 15. září 2016 01:00 | Švédsko | 2 : 6 (0:1, 1:2, 1:3) | Výběr Evropy | Verizon Center, Washington, D.C. Návštěvnost: 13 523 |  |

| Zpráva                                                                                               | |                                 | |                                                                          |
| Henrik Lundqvist (od 48. min. Jacob Markström)                                                       | Henrik Lundqvist (od 48. min. Jacob Markström)                                                       | Brankáři                        | Jaroslav Halák | Rozhodčí: Kelly Sutherland Chris Lee Čároví: Brian Murphy Pierre Racicot |
| D. Sedin (E. Karlsson, O. Ekman-Larsson) (PH1) – 37:07 P. Hörnqvist (V. Hedman, F. Forsberg) – 55:09 | D. Sedin (E. Karlsson, O. Ekman-Larsson) (PH1) – 37:07 P. Hörnqvist (V. Hedman, F. Forsberg) – 55:09 | 0:1 0:2 0:3 1:3 1:4 1:5 2:5 2:6 | L. Draisaitl (N. Niederreiter, Z. Chára) – 08:53 T. Tatar (M. Gáborík, M. Streit) (PH1) – 22:48 L. Draisaitl (N. Niederreiter, D. Seidenberg) – 34:31 T. Vanek (M. Zuccarello) – 45:01 L. Draisaitl (R. Josi) – 46:46 A. Kopitar (T. Tatar, A. Sekera) (PB) – 59:28 | Rozhodčí: Kelly Sutherland Chris Lee Čároví: Brian Murphy Pierre Racicot |
| 4 min                                                                                                | 4 min                                                                                                | Tresty                          | 6 min | Rozhodčí: Kelly Sutherland Chris Lee Čároví: Brian Murphy Pierre Racicot |
| 36                                                                                                   | 36                                                                                                   | Střely                          | 24 | Rozhodčí: Kelly Sutherland Chris Lee Čároví: Brian Murphy Pierre Racicot |

| 15. září 2016 01:30 | Kanada | 3 : 2 PP (1:0, 0:0, 1:2) PP (1:0) | Rusko | Consol Energy Center, Pittsburgh Návštěvnost: 12 332 |  |

| Zpráva                                                                                                  | |                     |                                                                                              |                                                                      |
| Carey Price                                                                                             | Carey Price                                                                                             | Brankáři            | Sergej Bobrovskij                                                                            | Rozhodčí: Dan O'Halloran Gord Dwyer Čároví: Derek Amell Jonny Murray |
| P. Bergeron (S. Crosby, B. Burns) – 08:49 J. Tavares (D. Doughty) – 53:58 R. Getzlaf (B. Burns) – 63:29 | P. Bergeron (S. Crosby, B. Burns) – 08:49 J. Tavares (D. Doughty) – 53:58 R. Getzlaf (B. Burns) – 63:29 | 1:0 1:1 1:2 2:2 3:2 | A. Ovečkin (A. Panarin, J. Malkin) (PH1) – 43:40 A. Panarin (J. Dadonov, V. Šipačov) – 47:25 | Rozhodčí: Dan O'Halloran Gord Dwyer Čároví: Derek Amell Jonny Murray |
| 14 min                                                                                                  | 14 min                                                                                                  | Tresty              | 8 min                                                                                        | Rozhodčí: Dan O'Halloran Gord Dwyer Čároví: Derek Amell Jonny Murray |
| 48 | 48 | Střely              | 26                                                                                           | Rozhodčí: Dan O'Halloran Gord Dwyer Čároví: Derek Amell Jonny Murray |

## Základní skupiny

### Skupina A

#### Tabulka
|  | Týmy postupující do semifinále |

| Poř. | Tým          | Z | V | VP | PP | P | GV | GI | +/- | B |
| ---- | ------------ | - | - | -- | -- | - | -- | -- | --- | - |
| 1.   | Kanada       | 3 | 3 | 0  | 0  | 0 | 14 | 3  | +11 | 6 |
| 2.   | Výběr Evropy | 3 | 1 | 1  | 0  | 1 | 7  | 6  | +1  | 4 |
| 3.   | Česko        | 3 | 1 | 0  | 1  | 1 | 6  | 12 | −6  | 3 |
| 4.   | USA          | 3 | 0 | 0  | 0  | 3 | 5  | 11 | −6  | 0 |

#### Zápasy
Všechny časy zápasů jsou uvedeny ve středoevropském letním čase (UTC +2).
| 17. září 2016 21:30 | Výběr Evropy | 3 : 0 (1:0, 2:0, 0:0) | USA | Air Canada Centre, Toronto Návštěvnost: 18 959 |  |

| Zpráva | |             |                |                                                                       |
| Jaroslav Halák | Jaroslav Halák | Brankáři    | Jonathan Quick | Rozhodčí: Gord Dwyer Kelly Sutherland Čároví: Shane Heyer Derek Amell |
| M. Gáborík (F. Nielsen, M. Zuccarello) – 04:19 L. Draisaitl (N. Niederreiter, T. Rieder) – 24:02 P-É. Bellemare (J. Hansen) – 38:32 | M. Gáborík (F. Nielsen, M. Zuccarello) – 04:19 L. Draisaitl (N. Niederreiter, T. Rieder) – 24:02 P-É. Bellemare (J. Hansen) – 38:32 | 1:0 2:0 3:0 |                | Rozhodčí: Gord Dwyer Kelly Sutherland Čároví: Shane Heyer Derek Amell |
| 8 min | 8 min | Tresty      | 8 min          | Rozhodčí: Gord Dwyer Kelly Sutherland Čároví: Shane Heyer Derek Amell |
| 17 | 17 | Střely      | 35             | Rozhodčí: Gord Dwyer Kelly Sutherland Čároví: Shane Heyer Derek Amell |

| 18. září 2016 02:00 | Kanada | 6 : 0 (3:0, 2:0, 1:0) | Česko | Air Canada Centre, Toronto Návštěvnost: 18 978 |  |

| Zpráva | |                         |                 |                                                                      |
| Carey Price | Carey Price | Brankáři                | Michal Neuvirth | Rozhodčí: Eric Furlatt Chris Lee Čároví: Steve Miller Michel Cormier |
| S. Crosby (B. Marchand, S. Stamkos) – 08:26 B. Marchand (B. Burns, S. Crosby) – 17:08 P. Bergeron (B. Marchand) – 19:59 J. Thornton (S. Crosby, M. Duchene) – 27:22 J. Toews (R. Getzlaf, J. Tavares) (PH1) – 34:45 A. Pietrangelo (D. Doughty, J. Tavares) (PH1) – 52:41 | S. Crosby (B. Marchand, S. Stamkos) – 08:26 B. Marchand (B. Burns, S. Crosby) – 17:08 P. Bergeron (B. Marchand) – 19:59 J. Thornton (S. Crosby, M. Duchene) – 27:22 J. Toews (R. Getzlaf, J. Tavares) (PH1) – 34:45 A. Pietrangelo (D. Doughty, J. Tavares) (PH1) – 52:41 | 1:0 2:0 3:0 4:0 5:0 6:0 |                 | Rozhodčí: Eric Furlatt Chris Lee Čároví: Steve Miller Michel Cormier |
| 12 min | 12 min | Tresty                  | 6 min           | Rozhodčí: Eric Furlatt Chris Lee Čároví: Steve Miller Michel Cormier |
| 50 | 50 | Střely                  | 27              | Rozhodčí: Eric Furlatt Chris Lee Čároví: Steve Miller Michel Cormier |

| 19. září 2016 21:00 | Česko | 2 : 3 PP (0:0, 1:1, 1:1) PP (0:1) | Výběr Evropy | Air Canada Centre, Toronto Návštěvnost: 8 574 |  |

| Zpráva                                                                                   |                                                                                          |                     | |                                                                           |
| Petr Mrázek                                                                              | Petr Mrázek                                                                              | Brankáři            | Jaroslav Halák                                                                                                  | Rozhodčí: Eric Furlatt Kelly Sutherland Čároví: Steve Miller Brian Murphy |
| Voráček (M. Jordán, M. Michálek) – 33:28 M. Hanzal (V. Sobotka, A. Hemský) (PH1) – 48:31 | Voráček (M. Jordán, M. Michálek) – 33:28 M. Hanzal (V. Sobotka, A. Hemský) (PH1) – 48:31 | 0:1 1:1 1:2 2:2 2:3 | Z. Chára (T. Vanek, P. Bellemare) – 30:05 M. Zuccarello (J. Halák) – 42:17 L. Draisaitl (M. Zuccarello) – 62:06 | Rozhodčí: Eric Furlatt Kelly Sutherland Čároví: Steve Miller Brian Murphy |
| 12 min                                                                                   | 12 min                                                                                   | Tresty              | 8 min | Rozhodčí: Eric Furlatt Kelly Sutherland Čároví: Steve Miller Brian Murphy |
| 30                                                                                       | 30                                                                                       | Střely              | 41 | Rozhodčí: Eric Furlatt Kelly Sutherland Čároví: Steve Miller Brian Murphy |

| 21. září 2016 02:00 | Kanada | 4 : 2 (3:1, 1:0, 0:1) | USA | Air Canada Centre, Toronto Návštěvnost: 19 106 |  |

| Zpráva | |                         |                                                                                             |                                                                        |
| Carey Price | Carey Price | Brankáři                | Jonathan Quick                                                                              | Rozhodčí: Wes McCauley Eric Furlatt Čároví: Shane Heyer Michel Cormier |
| M. Duchene (M-É. Vlasic, J. Thornton) – 05:51 C. Perry (L. Couture, J. Toews) – 06:05 M. Duchene (B. Burns) – 12:07 P. Bergeron (J. Tavares, A. Pietrangelo) – 28:50 | M. Duchene (M-É. Vlasic, J. Thornton) – 05:51 C. Perry (L. Couture, J. Toews) – 06:05 M. Duchene (B. Burns) – 12:07 P. Bergeron (J. Tavares, A. Pietrangelo) – 28:50 | 0:1 1:1 2:1 3:1 4:1 4:2 | 04:22 – R. McDonagh (D. Stepan, P. Kane) 57:28 – T. J. Oshie (J. van Riemsdyk, J. Pavelski) | Rozhodčí: Wes McCauley Eric Furlatt Čároví: Shane Heyer Michel Cormier |
| 6 min | 6 min | Tresty                  | 6 min                                                                                       | Rozhodčí: Wes McCauley Eric Furlatt Čároví: Shane Heyer Michel Cormier |
| 34 | 34 | Střely                  | 36                                                                                          | Rozhodčí: Wes McCauley Eric Furlatt Čároví: Shane Heyer Michel Cormier |

| 22. září 2016 02:00 | Kanada | 4 : 1 (2:0, 1:1, 1:0) | Výběr Evropy | Air Canada Centre, Toronto Návštěvnost: 18 926 |  |

| Zpráva | |                     |                                            |                                                                           |
| Corey Crawford | Corey Crawford | Brankáři            | Jaroslav Halák                             | Rozhodčí: Dan O'Rourke Dan O'Halloran Čároví: Brian Murphy Pierre Racicot |
| S. Crosby (J. Bouwmeester) – 04:01 J. Toews (M. Duchene) – 19:05 J. Toews (L. Couture) – 34:48 L. Couture (J. Toews, M-É. Vlasic) – 57:33 | S. Crosby (J. Bouwmeester) – 04:01 J. Toews (M. Duchene) – 19:05 J. Toews (L. Couture) – 34:48 L. Couture (J. Toews, M-É. Vlasic) – 57:33 | 1:0 2:0 2:1 3:1 4:1 | 24:38 – M. Hossa (A. Kopitar, Ch. Ehrhoff) | Rozhodčí: Dan O'Rourke Dan O'Halloran Čároví: Brian Murphy Pierre Racicot |
| 6 min | 6 min | Tresty              | 12 min                                     | Rozhodčí: Dan O'Rourke Dan O'Halloran Čároví: Brian Murphy Pierre Racicot |
| 46 | 46 | Střely              | 20                                         | Rozhodčí: Dan O'Rourke Dan O'Halloran Čároví: Brian Murphy Pierre Racicot |

| 23. září 2016 02:00 | Česko | 4 : 3 (1:1, 3:1, 0:1) | USA | Air Canada Centre, Toronto Návštěvnost: 11 987 |  |

| Zpráva | |                             | |                                                                    |
| Petr Mrázek | Petr Mrázek | Brankáři                    | Ben Bishop (od 41. min. Cory Schneider) | Rozhodčí: Gord Dwyer Chris Lee Čároví: Michel Cormier Steve Miller |
| Z. Michálek (O. Palát, M. Hanzal) – 12:44 M. Michálek – 26:03 A. Šustr (J. Voráček, M. Frolík – 36:50 M. Michálek (A. Hemský, R. Polák) – 37:29 | Z. Michálek (O. Palát, M. Hanzal) – 12:44 M. Michálek – 26:03 A. Šustr (J. Voráček, M. Frolík – 36:50 M. Michálek (A. Hemský, R. Polák) – 37:29 | 1:0 1:1 2:1 2:2 3:2 4:2 4:3 | 14:28 – J. Pavelski (Z. Parise, P. Kane) (PH1) 34:13 – J. Abdelkader (D. Byfuglien, R. Suter 42:22 – R. McDonagh (B. Wheeler, B. Dubinsky) (VO1) | Rozhodčí: Gord Dwyer Chris Lee Čároví: Michel Cormier Steve Miller |
| 6 min | 6 min | Tresty                      | 8 min | Rozhodčí: Gord Dwyer Chris Lee Čároví: Michel Cormier Steve Miller |
| 27 | 27 | Střely                      | 39 | Rozhodčí: Gord Dwyer Chris Lee Čároví: Michel Cormier Steve Miller |

### Skupina B

#### Tabulka
|  | Týmy postupující do semifinále |

| Poř. | Tým             | Z | V | VP | PP | P | GV | GI | +/- | B |
| ---- | --------------- | - | - | -- | -- | - | -- | -- | --- | - |
| 1.   | Švédsko         | 3 | 2 | 0  | 1  | 0 | 7  | 5  | +2  | 5 |
| 2.   | Rusko           | 3 | 2 | 0  | 0  | 1 | 8  | 5  | +3  | 4 |
| 3.   | Výběr do 23 let | 3 | 1 | 1  | 0  | 1 | 11 | 8  | +3  | 4 |
| 4.   | Finsko          | 3 | 0 | 0  | 0  | 3 | 1  | 9  | −8  | 0 |

#### Zápasy
Všechny časy zápasů jsou uvedeny ve středoevropském letním čase (UTC +2).
| 18. září 2016 21:00 | Rusko | 1 : 2 (0:0, 0:2, 1:0) | Švédsko | Air Canada Centre, Toronto Návštěvnost: 18 966 |  |

| Zpráva                                    |                                           |             |                                                                                                 |                                                                       |
| Sergej Bobrovskij                         | Sergej Bobrovskij                         | Brankáři    | Jacob Markström                                                                                 | Rozhodčí: Wes McCauley Dan O'Rourke Čároví: Brian Murphy Jonny Murray |
| A. Ovečkin (J. Malkin, P. Dacjuk) – 59:01 | A. Ovečkin (J. Malkin, P. Dacjuk) – 59:01 | 0:1 0:2 1:2 | 30:41 – G. Landeskog (E. Karlsson, N. Bäckström) (PH1) 32:52 – V. Hedman (C. Hagelin, H. Sedin) | Rozhodčí: Wes McCauley Dan O'Rourke Čároví: Brian Murphy Jonny Murray |
| 8 min                                     | 8 min                                     | Tresty      | 6 min                                                                                           | Rozhodčí: Wes McCauley Dan O'Rourke Čároví: Brian Murphy Jonny Murray |
| 28                                        | 28                                        | Střely      | 29                                                                                              | Rozhodčí: Wes McCauley Dan O'Rourke Čároví: Brian Murphy Jonny Murray |

| 19. září 2016 02:00 | Finsko | 1 : 4 (0:1, 0:3, 1:0) | Výběr do 23 let | Air Canada Centre, Toronto Návštěvnost: 19 029 |  |

| Zpráva                                       |                                              |                     | |                                                                          |
| Pekka Rinne                                  | Pekka Rinne                                  | Brankáři            | Matt Murray | Rozhodčí: Dan O'Halloran Chris Lee Čároví: Michel Cormier Pierre Racicot |
| V. Filppula (J. Jokinen, L. Komarov) – 55:53 | V. Filppula (J. Jokinen, L. Komarov) – 55:53 | 0:1 0:2 0:3 0:4 1:4 | 05:03 – J. Eichel (A. Matthews, C. McDavid) (PH1) 25:27 – J. Gaudreau (C. Paryako, D. Larkin) 27:27 – J. Drouin (R. Nugent-Hopkins, S. Gostisbehere) 34:37 – N. MacKinnon (C. Paryako) | Rozhodčí: Dan O'Halloran Chris Lee Čároví: Michel Cormier Pierre Racicot |
| 4 min                                        | 4 min                                        | Tresty              | 6 min | Rozhodčí: Dan O'Halloran Chris Lee Čároví: Michel Cormier Pierre Racicot |
| 25                                           | 25                                           | Střely              | 43 | Rozhodčí: Dan O'Halloran Chris Lee Čároví: Michel Cormier Pierre Racicot |

| 20. září 2016 02:00 | Výběr do 23 let | 3 : 4 (1:0, 1:4, 1:0) | Rusko | Air Canada Centre, Toronto Návštěvnost: 19 078 |  |

| Zpráva | |                             | |                                                                     |
| Matt Murray (od 36. min. John Gibson) | Matt Murray (od 36. min. John Gibson) | Brankáři                    | Sergej Bobrovskij | Rozhodčí: Gord Dwyer Dan O'Halloran Čároví: Shane Heyer Derek Amell |
| A. Matthews (C. McDavid, M. Scheifele) – 05:14 M. Rielly (R. Nugent-Hopkins, J. Gaudreau) – 37:56 R. Nugent-Hopkins (N. MacKinnon, C. Parayko) (PH1) – 43:01 | A. Matthews (C. McDavid, M. Scheifele) – 05:14 M. Rielly (R. Nugent-Hopkins, J. Gaudreau) – 37:56 R. Nugent-Hopkins (N. MacKinnon, C. Parayko) (PH1) – 43:01 | 1:0 1:1 1:2 1:3 1:4 2:4 3:4 | V. Naměstnikov (I. Tělegin, A. Anisimov) – 29:29 N. Kučerov (N. Kuljomin) – 30:19 J. Kuzněcov (A. Panarin, N. Zajcev) – 33:37 V. Tarasenko (P. Dacjuk, A. Ovečkin) – 35:43 | Rozhodčí: Gord Dwyer Dan O'Halloran Čároví: Shane Heyer Derek Amell |
| 10 min | 10 min | Tresty                      | 16 min | Rozhodčí: Gord Dwyer Dan O'Halloran Čároví: Shane Heyer Derek Amell |
| 46 | 46 | Střely                      | 25 | Rozhodčí: Gord Dwyer Dan O'Halloran Čároví: Shane Heyer Derek Amell |

| 20. září 2016 21:00 | Finsko | 0 : 2 (0:0, 0:1, 0:1) | Švédsko | Air Canada Centre, Toronto Návštěvnost: 11 604 |  |

| Zpráva      |             |          |                                                                   |                                                                      |
| Tuukka Rask | Tuukka Rask | Brankáři | Henrik Lundqvist                                                  | Rozhodčí: Dan O'Rourke Chris Lee Čároví: Pierre Racicot Jonny Murray |
|             |             | 0:1 0:2  | A. Strålman (H. Sedin, D. Sedin) – 29:57 L. Eriksson (PB) – 59:57 | Rozhodčí: Dan O'Rourke Chris Lee Čároví: Pierre Racicot Jonny Murray |
| 8 min       | 8 min       | Tresty   | 8 min                                                             | Rozhodčí: Dan O'Rourke Chris Lee Čároví: Pierre Racicot Jonny Murray |
| 36          | 36          | Střely   | 29                                                                | Rozhodčí: Dan O'Rourke Chris Lee Čároví: Pierre Racicot Jonny Murray |

| 21. září 2016 21:00 | Výběr do 23 let | 4 : 3 PP (3:2, 0:0, 0:1) PP (1:0) | Švédsko | Air Canada Centre, Toronto Návštěvnost: 19 104 |  |

| Zpráva | |                             | |                                                                        |
| John Gibson | John Gibson | Brankáři                    | Henrik Lundqvist | Rozhodčí: Kelly Sutherland Gord Dwyer Čároví: Derek Amell Steve Miller |
| A. Matthews (M. Rielly, C. McDavid) – 00:30 V. Trocheck (S. Gostisbehere, J. Eichel) – 01:35 J. Gaudreau (S. Gostisbehere) – 13:57 N. MacKinnon (J. Gaudreau, S. Gostisbehere) – 64:11 | A. Matthews (M. Rielly, C. McDavid) – 00:30 V. Trocheck (S. Gostisbehere, J. Eichel) – 01:35 J. Gaudreau (S. Gostisbehere) – 13:57 N. MacKinnon (J. Gaudreau, S. Gostisbehere) – 64:11 | 1:0 2:0 2:1 3:1 3:2 3:3 4:3 | 8:24 – F. Forsberg (P. Hörnqvist, N. Bäckström) 16:28 – N. Bäckström (F. Forsberg, E. Karlsson) 46:50 – P. Berglund (E. Karlsson, C. Söderberg) | Rozhodčí: Kelly Sutherland Gord Dwyer Čároví: Derek Amell Steve Miller |
| 10 min | 10 min | Tresty                      | 8 min | Rozhodčí: Kelly Sutherland Gord Dwyer Čároví: Derek Amell Steve Miller |
| 49 | 49 | Střely                      | 38 | Rozhodčí: Kelly Sutherland Gord Dwyer Čároví: Derek Amell Steve Miller |

| 22. září 2016 21:00 | Finsko | 0 : 3 (0:0, 0:2, 0:1) | Rusko | Air Canada Centre, Toronto Návštěvnost: 12 098 |  |

| Zpráva      |             |             |                                                                                                  |                                                                      |
| Tuukka Rask | Tuukka Rask | Brankáři    | Sergej Bobrovskij                                                                                | Rozhodčí: Eric Furlatt Wes McCauley Čároví: Jonny Murray Shane Heyer |
|             |             | 0:1 0:2 0:3 | 23:42 – V. Tarasenko (A. Ovečkin) 25:01 – I. Tělegin (V. Šipačov) 43:39 – J. Malkin (A. Jemelin) | Rozhodčí: Eric Furlatt Wes McCauley Čároví: Jonny Murray Shane Heyer |
| 4 min       | 4 min       | Tresty      | 6 min                                                                                            | Rozhodčí: Eric Furlatt Wes McCauley Čároví: Jonny Murray Shane Heyer |
| 21          | 21          | Střely      | 22                                                                                               | Rozhodčí: Eric Furlatt Wes McCauley Čároví: Jonny Murray Shane Heyer |

## Play off

### Pavouk
|  | Semifinále | Semifinále   | Semifinále |  |  | Finále | Finále       | Finále |
|  |            |              |            |  |  |        |              |        |
|  | A1         | Kanada       | 5          |  |  |        |              |        |
|  | B2         | Rusko        | 3          |  |  |        |              |        |
|  |            |              |            |  |  | A1     | Kanada       | 3, 2   |
|  |            |              |            |  |  | A2     | Výběr Evropy | 1, 1   |
|  | B1         | Švédsko      | 2          |  |  |        |              |        |
|  | A2         | Výběr Evropy | 3          |  |  |        |              |        |

Všechny časy zápasů jsou uvedeny ve středoevropském letním čase (UTC +2).

### Semifinále
| 25. září 2016 01:00 | Kanada | 5 : 3 (1:0, 1:2, 3:1) | Rusko | Air Canada Centre, Toronto Návštěvnost: 19 021 |  |

| Zpráva | |                                 | |                                                                             |
| Carey Price | Carey Price | Brankáři                        | Sergej Bobrovskij | Rozhodčí: Kelly Sutherland Wes McCauley Čároví: Brian Murphy Pierre Racicot |
| S. Crosby – 07:40 B. Marchand (S. Crosby, P. Bergeron) – 37:36 B. Marchand (S. Crosby, P. Bergeron) – 41:16 C. Perry (L. Couture, M-É. Vlasic) – 45:48 J. Tavares (R. Getzlaf, M-É. Vlasic) – 49:22 | S. Crosby – 07:40 B. Marchand (S. Crosby, P. Bergeron) – 37:36 B. Marchand (S. Crosby, P. Bergeron) – 41:16 C. Perry (L. Couture, M-É. Vlasic) – 45:48 J. Tavares (R. Getzlaf, M-É. Vlasic) – 49:22 | 1:0 1:1 1:2 2:2 3:2 4:2 5:2 5:3 | 28:47 – N. Kučerov (N. Zajcev, J. Malkin) 36:24 – J. Kuzněcov (I. Tělegin, J. Dadonov) 59:51 – A. Panarin (N. Kuljomin, N. Kučerov) | Rozhodčí: Kelly Sutherland Wes McCauley Čároví: Brian Murphy Pierre Racicot |
| 6 min | 6 min | Tresty                          | 6 min | Rozhodčí: Kelly Sutherland Wes McCauley Čároví: Brian Murphy Pierre Racicot |
| 47 | 47 | Střely                          | 34 | Rozhodčí: Kelly Sutherland Wes McCauley Čároví: Brian Murphy Pierre Racicot |

| 25. září 2016 19:00 | Švédsko | 2 : 3 PP (0:0, 1:1, 1:1) PP (0:1) | Výběr Evropy | Air Canada Centre, Toronto Návštěvnost: 12 595 |  |

| Zpráva                                                                                    |                                                                                           |                     | |                                                                        |
| Henrik Lundqvist                                                                          | Henrik Lundqvist                                                                          | Brankáři            | Jaroslav Halák | Rozhodčí: Dan O'Halloran Dan O'Rourke Čároví: Derek Amell Jonny Murray |
| N. Bäckström (A. Strålman, P. Hörnqvist) – 22:31 E. Karlsson (H. Sedin, D. Sedin) – 55:28 | N. Bäckström (A. Strålman, P. Hörnqvist) – 22:31 E. Karlsson (H. Sedin, D. Sedin) – 55:28 | 1:0 1:1 1:2 2:2 2:3 | 36:27 – M. Gáborík (Ch. Ehrhoff, A. Kopitar) 40:12 – T. Tatar (A. Sekera) 63:43 – T. Tatar (M. Zuccarello, A. Kopitar) | Rozhodčí: Dan O'Halloran Dan O'Rourke Čároví: Derek Amell Jonny Murray |
| 6 min                                                                                     | 6 min                                                                                     | Tresty              | 8 min | Rozhodčí: Dan O'Halloran Dan O'Rourke Čároví: Derek Amell Jonny Murray |
| 39                                                                                        | 39                                                                                        | Střely              | 31 | Rozhodčí: Dan O'Halloran Dan O'Rourke Čároví: Derek Amell Jonny Murray |

### Finále (na 2 vítězné zápasy)
| 28. září 2016 02:00 | Kanada | 3 : 1 (2:0, 0:1, 1:0) | Výběr Evropy | Air Canada Centre, Toronto Návštěvnost: 18 377 |  |

| Zpráva | |                 |                                              |                                                                             |
| Carey Price | Carey Price | Brankáři        | Jaroslav Halák                               | Rozhodčí: Wes McCauley Kelly Sutherland Čároví: Brian Murphy Pierre Racicot |
| B. Marchand (P. Bergeron, S. Crosby) – 02:33 S. Stamkos (R. Getzlaf) – 13:20 P. Bergeron (S. Crosby, B. Marchand) – 49:24 | B. Marchand (P. Bergeron, S. Crosby) – 02:33 S. Stamkos (R. Getzlaf) – 13:20 P. Bergeron (S. Crosby, B. Marchand) – 49:24 | 1:0 2:0 2:1 3:1 | 27:00 – T. Tatar (D. Seidenberg, A. Kopitar) | Rozhodčí: Wes McCauley Kelly Sutherland Čároví: Brian Murphy Pierre Racicot |
| 4 min | 4 min | Tresty          | 2 min                                        | Rozhodčí: Wes McCauley Kelly Sutherland Čároví: Brian Murphy Pierre Racicot |
| 38 | 38 | Střely          | 33                                           | Rozhodčí: Wes McCauley Kelly Sutherland Čároví: Brian Murphy Pierre Racicot |

| 30. září 2016 02:00 | Výběr Evropy | 1 : 2 (1:0, 0:0, 0:2) | Kanada | Air Canada Centre, Toronto Návštěvnost: 19 080 |  |

| Zpráva                                   |                                          |             | |                                                                        |
| Jaroslav Halák                           | Jaroslav Halák                           | Brankáři    | Carey Price                                                                                          | Rozhodčí: Dan O'Rourke Dan O'Halloran Čároví: Derek Amell Jonny Murray |
| Z. Chára (A. Sekera, F. Nielsen) – 06:26 | Z. Chára (A. Sekera, F. Nielsen) – 06:26 | 1:0 1:1 1:2 | P. Bergeron (B. Burns, S. Crosby) (PH1) – 57:07 B. Marchand (J. Toews, A. Pietrangelo) (VO1) – 59:16 | Rozhodčí: Dan O'Rourke Dan O'Halloran Čároví: Derek Amell Jonny Murray |
| 10 min                                   | 10 min                                   | Tresty      | 4 min                                                                                                | Rozhodčí: Dan O'Rourke Dan O'Halloran Čároví: Derek Amell Jonny Murray |
| 34                                       | 34                                       | Střely      | 33                                                                                                   | Rozhodčí: Dan O'Rourke Dan O'Halloran Čároví: Derek Amell Jonny Murray |

## Konečné pořadí
| Vítěz Světového poháru v ledním hokeji 2016 |
| ------------------------------------------- |
| Kanada druhý titul                          |

### Podrobnější tabulka
| Poř.             | Tým           | Z | V | VP | PP | P | GV | GI | +/- | B  | Soupiska |
| ---------------- | ------------- | - | - | -- | -- | - | -- | -- | --- | -- | -------- |
| Zlatá medaile    | Kanada        | 6 | 6 | 0  | 0  | 0 | 24 | 8  | +16 | 12 | Soupiska |
| Stříbrná medaile | Výběr Evropy  | 6 | 1 | 2  | 0  | 3 | 12 | 13 | −1  | 6  | Soupiska |
| Bronzová medaile | Švédsko       | 4 | 2 | 0  | 2  | 0 | 9  | 8  | +1  | 6  | Soupiska |
| 4.               | Rusko         | 4 | 2 | 0  | 0  | 2 | 11 | 10 | +1  | 4  | Soupiska |
| 5.               | USA do 23 let | 3 | 1 | 1  | 0  | 1 | 11 | 8  | +3  | 4  | Soupiska |
| 6.               | Česko         | 3 | 1 | 0  | 1  | 1 | 6  | 12 | −6  | 3  | Soupiska |
| 7.               | USA           | 3 | 0 | 0  | 0  | 3 | 5  | 11 | −6  | 0  | Soupiska |
| 8.               | Finsko        | 3 | 0 | 0  | 0  | 3 | 1  | 9  | −8  | 0  | Soupiska |

## Hráčské statistiky a hodnocení hráčů

### Nejlepší hráč podle direktoriátu turnaje
| Pozice              | Hráč          |
| ------------------- | ------------- |
| Nejužitečnější hráč | Sidney Crosby |

Reference: wch2016.com

### Kanadské bodování
Toto je pořadí hráčů podle dosažených bodů. Za jeden vstřelený gól nebo přihrávku na gól hráč získal jeden bod.
| Poř. | Hráč              | Tým                 | Záp. | G | A | Body | PTM | Poz. |
| ---- | ----------------- | ------------------- | ---- | - | - | ---- | --- | ---- |
| 1.   | Sidney Crosby     | Kanada              | 6    | 3 | 7 | 10   | 8   | ÚT   |
| 2.   | Brad Marchand     | Kanada              | 6    | 5 | 3 | 8    | 5   | ÚT   |
| 3.   | Patrice Bergeron  | Kanada              | 6    | 3 | 4 | 7    | 4   | ÚT   |
| 4.   | Jonathan Toews    | Kanada              | 6    | 3 | 2 | 5    | 6   | ÚT   |
| 5.   | Johnny Gaudreau   | Tým Severní Ameriky | 3    | 2 | 2 | 4    | 2   | ÚT   |
| 5.   | Nicklas Bäckström | Švédsko             | 4    | 2 | 2 | 4    | 3   | ÚT   |
| 5.   | Matt Duchene      | Kanada              | 6    | 2 | 2 | 4    | 3   | ÚT   |
| 8.   | Erik Karlsson     | Švédsko             | 4    | 1 | 3 | 4    | 2   | OB   |
| 8.   | Logan Couture     | Kanada              | 6    | 1 | 3 | 4    | 3   | ÚT   |
| 8.   | John Tavares      | Kanada              | 6    | 1 | 3 | 4    | 2   | ÚT   |
| 8.   | Mats Zuccarello   | Tým Evropy          | 6    | 1 | 3 | 4    | 2   | ÚT   |

### Hodnocení brankářů
Pořadí nejlepších sedmi brankářů podle počtu obdržených gólů. Brankář musel mít odehráno minimálně 33% hrací doby za svůj tým.
| Poř. | Hráč              | Tým                 | Záp. | V | OG | POG  | Úsp% | ČK | Čas |
| ---- | ----------------- | ------------------- | ---- | - | -- | ---- | ---- | -- | --- |
| 1.   | Carey Price       | Kanada              | 5    | 5 | 7  | 1,40 | 95,7 | 1  | 300 |
| 2.   | Jaroslav Halák    | Tým Evropy          | 6    | 3 | 13 | 2,15 | 94,1 | 1  | 362 |
| 3.   | Henrik Lundqvist  | Švédsko             | 3    | 1 | 7  | 2,25 | 94,0 | 1  | 187 |
| 4.   | John Gibson       | Tým Severní Ameriky | 2    | 1 | 3  | 2,09 | 93,2 | 0  | 86  |
| 5.   | Sergej Bobrovskij | Rusko               | 4    | 2 | 10 | 2,53 | 93,0 | 1  | 237 |
| 6.   | Petr Mrázek       | Česko               | 2    | 1 | 6  | 2,98 | 92,5 | 0  | 121 |
| 7.   | Tuukka Rask       | Finsko              | 2    | 0 | 4  | 2,02 | 92,0 | 0  | 119 |

## Mediální pokrytí
| Země                  | Držitel práv                                        | Ref          |
| --------------------- | --------------------------------------------------- | ------------ |
| Finsko                | Viasat Nelonen                                      | [ 9 ] [ 10 ] |
| Kanada                | Sportsnet a CBC (anglicky) TVA Sports (francouzsky) | [ 11 ]       |
| USA                   | ESPN NBC Sports                                     | [ 12 ]       |
| Švédsko Dánsko Norsko | Viasat                                              | [ 13 ]       |
| Česko                 | Česká televize                                      | [ 5 ]        |
| Slovensko             | TV Markíza, Dajto                                   | [ 14 ]       |
| Evropa                | Eurosport                                           |              |